# Huba
A Huba  magyar eredetű férfinév.

## Gyakorisága
Az 1990-es években a Huba szórványos név, a 2000-es években nem szerepel a 100 leggyakoribb férfinév között.

## Névnapok
- augusztus 19.[3]
- november 14.[3]

## Híres Hubák
- Huba, az egyik honfoglaló magyar törzs vezére
- Bartos Huba nyelvész, sinológus
- Buzás Huba költő
- Mózes Huba irodalomtörténész
- Rózsa Huba katolikus pap, teológus
- Szeremley Huba borász

## Egyéb Hubák
- Huba, a Kázmér és Huba című képsor egyik szereplője (az eredeti változatban Hobbes)
- Huba haditerv